# 陶志南
陶志南（1981年2月7日—），甘肃兰州人，中国男子曲棍球运动员。他曾代表中国国家队参加2008年夏季奥林匹克运动会曲棍球比赛，获得第十一名。